# ISO 3166-2:NG
ISO 3166-2:NG è uno standard ISO che definisce i codici geografici delle suddivisioni della Nigeria; è un sottogruppo dello standard ISO 3166-2.
I codici sono assegnati ai 36 stati di cui è costituito il paese, più il distretto federale della capitale Abuja, e sono formati da NG- (sigla ISO 3166-1 alpha-2 dello Stato), seguito da due lettere.

## Codici
| Codice | Stato                           |
| ------ | ------------------------------- |
| NG-FC  | Abuja Federal Capital Territory |
| NG-AB  | Abia                            |
| NG-AD  | Adamawa                         |
| NG-AK  | Akwa Ibom                       |
| NG-AN  | Anambra                         |
| NG-BA  | Bauchi                          |
| NG-BY  | Bayelsa                         |
| NG-BE  | Benue                           |
| NG-BO  | Borno                           |
| NG-CR  | Cross River                     |
| NG-DE  | Delta                           |
| NG-EB  | Ebonyi                          |
| NG-ED  | Edo                             |
| NG-EK  | Ekiti                           |
| NG-EN  | Enugu                           |
| NG-GO  | Gombe                           |
| NG-IM  | Imo                             |
| NG-JI  | Jigawa                          |
| NG-KD  | Kaduna                          |
| NG-KN  | Kano                            |
| NG-KT  | Katsina                         |
| NG-KE  | Kebbi                           |
| NG-KO  | Kogi                            |
| NG-KW  | Kwara                           |
| NG-LA  | Lagos                           |
| NG-NA  | Nassarawa                       |
| NG-NI  | Niger                           |
| NG-OG  | Ogun                            |
| NG-ON  | Ondo                            |
| NG-OS  | Osun                            |
| NG-OY  | Oyo                             |
| NG-PL  | Plateau                         |
| NG-RI  | Rivers                          |
| NG-SO  | Sokoto                          |
| NG-TA  | Taraba                          |
| NG-YO  | Yobe                            |
| NG-ZA  | Zamfara                         |